# (5540) Смирнова
(5540) Смирнова (лат. Smirnova) — типичный астероид главного пояса, открыт 30 августа 1971 года советским астрономом Тамарой Смирновой в Крымской астрофизической обсерватории и впоследствии — 17 марта 1995 года — назван в её честь.

## Обнаружение и именование
(5540) Смирнова
Открыт 30 августа 1971 года в Научном Т. М. Смирновой.
Назван в честь преданного наблюдателя малых планет и сотрудника Института теоретической астрономии с 1966 по 1988 год Тамары Михайловны Смирновой (р. 1935). За время своей продолжительной деятельности провела около 9000 наблюдений и измерила многочисленные положения малых планет в Крымской астрофизической обсерватории. Открыла более ста малых планет и комету, причём этот объект стал её сотым открытием. Название предложено Институтом теоретической астрономии.
Оригинальный текст (англ.)5540 Smirnova
Discovered 1971-08-30 by Smirnova, T. M. at Nauchnyj.
Named in honor of Tamara Mikhajlovna Smirnova (b. 1935), devoted observer of minor planets and a staff member of the Institute of Theoretical Astronomy from 1966 to 1988. During her long-lasting activity she made about 9000 observations and measured numerous positions of minor planets at the Crimean Astrophysical Observatory. She discovered over one hundred minor planets and a comet, this object being her hundredth discovery. Name proposed by the Institute of Theoretical Astronomy.
Источники: DISCOVERY.DB; M.P.C. 24917.

## Орбита

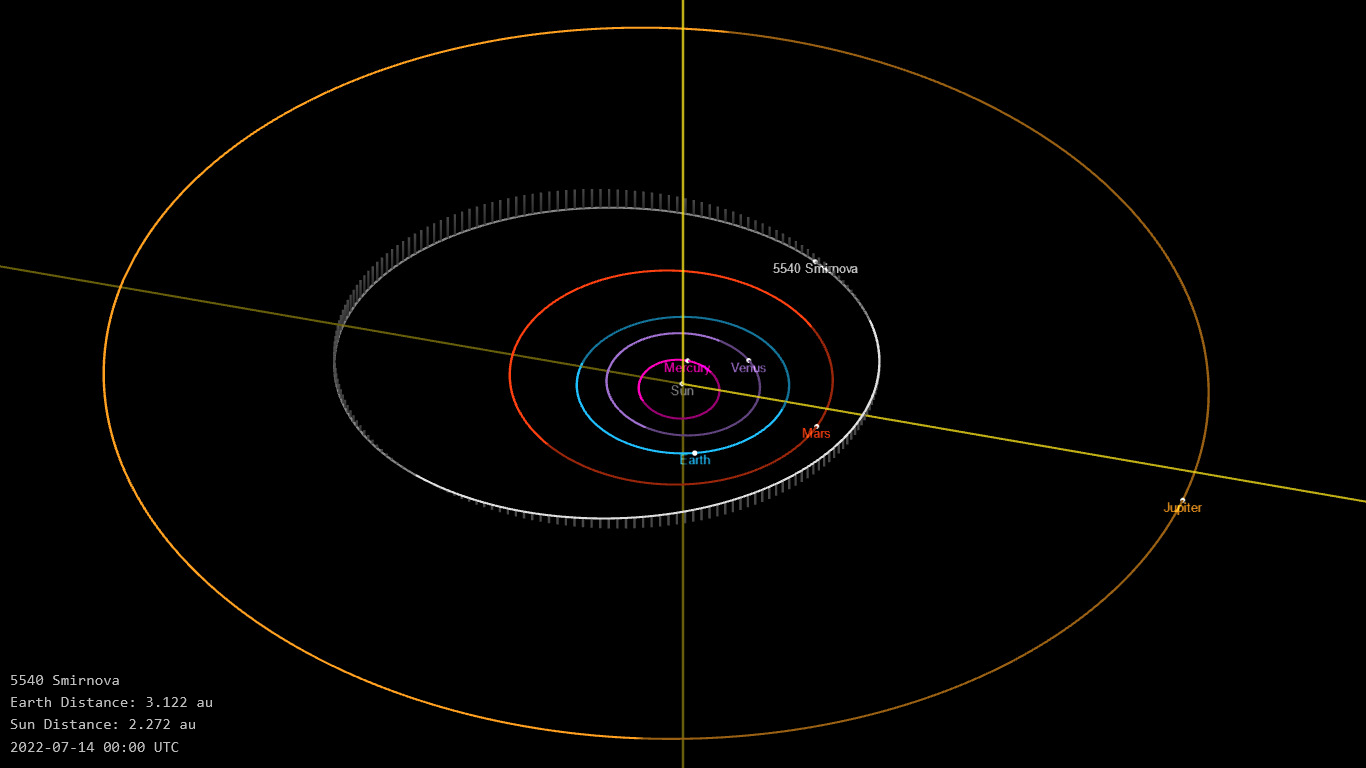
Орбита астероида Смирнова и его положение в Солнечной системе

## Физические характеристики
Астероид относится к таксономическому классу S.
По результатам наблюдений в видимом и ближнем инфракрасном диапазоне космического телескопа NEOWISE диаметр астероида оценивался равным 3,606±0,076 км и 3,93±0,74 км. Согласно тем же источникам альбедо оценивается как 0,3411±0,0887, 0,341±0,089 и 0,224±0,092.